# パンチパーマ

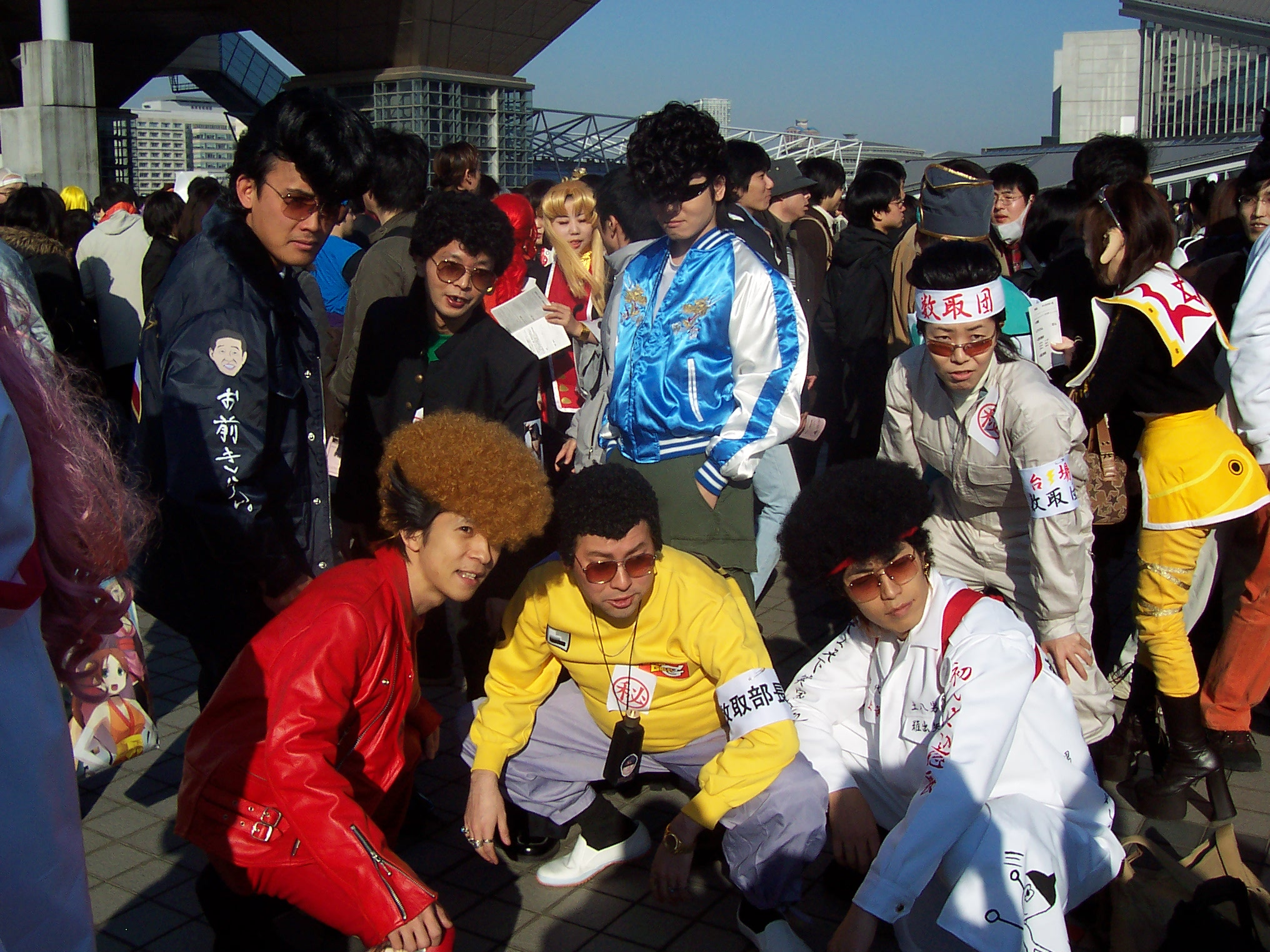
黄色いセーターの人がパンチパーマのコスプレをしている。

パンチパーマとは、小さなカールをかけたパーマで、髪型の一つ。パンチと略されることが多い。

## 概要
若い女性向けの緩やかなウェーブと対照的に、男性や高齢女性向けの硬いカールがかかった短髪のパーマである。アフロヘアーとは縮毛・成形という点において類似するが、長さが異なる。汗をかいても髪型が崩れにくく洗髪が便利なため、かつてはプロ野球やボクシング、ゴルフなどのスポーツ選手にも人気があったが、独特のイメージが定着した現在では見かけることが少なくなっている。
1970年代に北九州市在住の理容師・永沼重己が黒人の髪形をヒントにして考案した。約160℃のヘアーアイロンを髪に当て、手首を回してパーマをかける。髪の多い人で巻く回数は約600回。永沼本人は「これ以上はない」という気持ちから「チャンピオンプレス」と名づけた。パンチパーマの名称の由来は、当時、大流行した雑誌、平凡パンチにあやかって、関西の理容器具商社によって「パンチパーマ」と名付けられた。そして、「カットハウス良の店」の代表である泥谷良一（ひじや りょういち）が広めた。

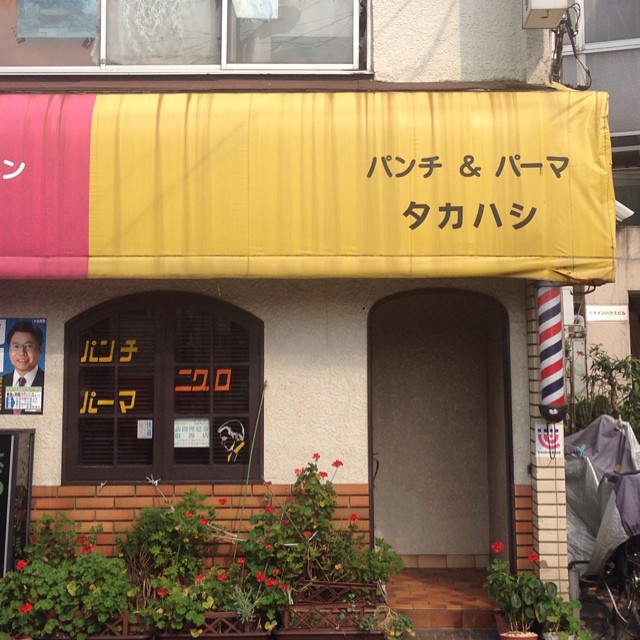
理容室

1970年代当時、若者のアイドルとして台頭したグループ・サウンズや吉田拓郎などのフォーク勢の多くは長髪で、それに憧れた若者も多く真似て髪を伸ばした。長髪の流行により理髪店は売上が低迷、それに危機感を覚えた全国理容生活環境衛生同業組合連合会（全理連）は緊急プロジェクトチームを結成し、ファッション性の高いショートヘアスタイルの開発に乗り出した。
全理連が開発したパンチパーマは目論見どおり若者の間で流行した。普及に貢献したのは、1976年に「失恋レストラン」でデビューした歌手の清水健太郎である。パンチパーマで、シャイで硬派なイメージで売り出された清水健太郎はアイドルとなり、それに憧れた若者の多くも真似てパンチパーマとなった。汗をかいても形が崩れにくいことから、仕事でヘルメットや帽子をかぶる鉄鋼業や建設業、人前に建つタクシー運転手や教職員などにも好まれた。
パンチパーマはプロ野球選手の間でも流行し、中でも広島東洋カープの選手に好まれた。
しかし1980年代になると、バブル期を中心に「見た目に威圧感がある」「喧嘩の際に髪の毛が捕まれにくい」などの理由で、パンチパーマを暴力団関係者の多くが好んだ。このためパンチパーマはヤクザのイメージとして定着し、「いかつい」「怖い」という印象が浸透した。テレビや映画で登場する悪役の多くがパンチパーマであることも、印象の悪さに拍車をかけた。単に髪型がパンチパーマというだけの善良な一般市民のキャラクターでも、「外見が怖いが根はいい人」といった書かれ方をすることが多く、印象の悪化に拍車がかかった。プロレスラーのラッシャー木村が、外見を理由にタクシーに乗車拒否されるなど、印象によって被害を受けたケースもある。
パンチパーマを広めた泥谷は、厚生労働省から2021年度の「卓越した技能者」に選ばれ、2023年秋に黄綬褒章を受章した。

## 発祥
福岡県北九州市小倉北区紺屋町にある、西部毎日会館（毎日新聞西部本社）隣の2階建て店舗の2階にある理容室がパンチパーマ発祥の店。店の看板には「元祖」と書かれてある。但し元祖の店は同じヘアスタイルだが、「チャンピオンパーマ」でありパンチパーマでない。